# Dyje
Dyje (in tedesco Mühlfraun) è un comune della Repubblica Ceca facente parte del distretto di Znojmo, in Moravia Meridionale.